# 229864 Sichouzhilu
229864 Sichouzhilu è un asteroide della fascia principale. Scoperto nel 2009, presenta un'orbita caratterizzata da un semiasse maggiore pari a 3,1004035 UA e da un'eccentricità di 0,1887317, inclinata di 24,04864° rispetto all'eclittica.